# Jean-Frédéric Ostervald
Pour les articles homonymes, voir Ostervald.
Ne doit pas être confondu avec Jean-Frédéric d'Ostervald.
Jean-Frédéric Ostervald (24 novembre 1663-14 avril 1747) est un théologien protestant et pasteur suisse neuchâtelois. Sa traduction révisée de la Bible parue en 1744 a été l'une des plus utilisées chez les protestants avec la Bible Segond. 

## Biographie
Jean-Frédéric Ostervald naît en 1663 à Neuchâtel, fils du pasteur de la ville Jean-Rodolphe Ostervald (1621-1682) et de son épouse Barbe Brun. Il apprend l'allemand à Zurich (1677-1678) puis est élève de l'Académie de Saumur (1678-1680). Il fait des séjours à La Rochelle (1681), à Orléans (1681) puis à Paris. À Saumur, il défend, sous la direction de Pierre de Villemandy, ses Assertiones de principiis rerum naturalium (1679) ainsi que des Theses ex Dialectica, Pneumatologia, Physica et Ethica (1679) et devient maître ès arts à 16 ans. Ostervald poursuit ensuite ses études à l'Académie de Genève (1682-1683) où il suit les cours du théologien Louis Tronchin (1629-1705), avec lequel il entretient une importante correspondance (1683-1705).
Consacré à son retour à Neuchâtel (1683), il est pasteur remplaçant durant trois ans, puis diacre en 1686 et enfin pasteur de Neuchâtel de 1699 à sa mort. Durant sa vie, il est plusieurs fois doyen de la Compagnie des pasteurs de Neuchâtel et gagne rapidement une influence certaine sur le corps pastoral et l'Église de Neuchâtel.
Soucieux des bonnes mœurs et du développement de la piété, il publie en 1700 son Traité des sources de la corruption qui règne aujourd'hui parmi les chrétiens (Amsterdam, 1700), dans lequel il s'attaque entre autres aux dogmes de l'orthodoxie calviniste qui lui semblent favoriser le relâchement des mœurs. En 1702 paraît son Catéchisme, qui est pris pour cible par les théologiens de Berne en raison de sa supposée hétérodoxie. Aux Archives de l'État de Neuchâtel est conservé un brouillon du catéchisme de 1732, rédigé par Ostervald. Une première forme de l'abrégé du catéchisme est publié en 1734.
Ces deux œuvres, véritables succès de librairie, sont traduites en de maintes langues et rééditées jusqu'au XIXe siècle. À la suite du catéchisme, Ostervald entreprend la réforme du culte de l'Église de Neuchâtel dont le résultat est la publication, en 1713, de la Liturgie ou maniere de celebrer le service divin dans la principauté de Neufchatel qui sera en service durant près de deux siècles. Membre de la Society for the Propagation of the Gospel (en) et de la Society for Promoting Christian Knowledge, Ostervald voue un grand intérêt à la mission. C'est ainsi que ses œuvres sont diffusées dans le monde (en particulier son Catéchisme), traduites et utilisées dans les missions chrétiennes en Amérique, en Inde et en Insulinde.
En 1701, Ostervald entreprend de donner une formation de base aux candidats au pastorat, enseignement qui sera à l'origine de l'actuelle Faculté de théologie et constituera de fait une des racines de l'université de Neuchâtel. Outre l'enseignement de la théologie par Ostervald, les étudiants peuvent bientôt compter, à partir de 1732, sur un enseignement en philosophie dispensé par le réfugié huguenot Louis Bourguet (1678-1742). Les cours d'Ostervald sont pour la plupart publiés ; ainsi son De l'exercice du ministère sacré (Amsterdam, 1737), son Ethicae christianae Compendium quod olim in usus domesticos destinatum, discipulis auctor excribendum tradit (Londres, 1727 ; traduit en français : Morale chrétienne, La Neuveville, 1740) ainsi que son Compendium theologiae Christianae (Bâle, 1739). Ostervald contribue également substantiellement au développement de la bibliothèque des pasteurs de Neuchâtel, fondée vers 1540 et qui conserve toujours une part importante de ses manuscrits.
Ostervald est surtout demeuré dans les mémoires par la Bible qu’il fait publier en 1744, qui n'est pas une traduction mais une révision de celle des pasteurs de Genève. La Bible d’Ostervald est une référence et est largement utilisée pendant 150 ans, jusqu’à la fin du XIXe siècle. Un aspect important de la popularité de la Bible d’Ostervald est qu'elle est accompagnée de commentaires ainsi que de réflexions morales et pieuses sur tous les chapitres de sa traduction. Ceux-ci sont censés être lus durant le culte. Ils paraissent indépendamment en 1720 pour la première fois sous le titre Arguments et Réflexions. En 1779 sort une édition exceptionnelle de la Bible incluant des gravures illustrant les scènes bibliques, réalisées à 15 ans par Abraham Girardet, un artiste du Locle. Le texte est de nouveau révisé en 1996.
Jean-Frédéric Ostervald et deux autres théologiens, Jean-Alphonse Turrettini et Samuel Werenfels, forment ce qu'on appelle le triumvirat helvétique. En matière de théologie, Ostervald montre un penchant pour le socinianisme et se rallie à l'arminianisme, mettant en avant la liberté propre de l'homme.
Il se marie avec Salomé Chambrier, le couple a quatre enfants, notamment :
- Jean-Rodolphe Ostervald (1687-1763), pasteur de l'Église française de Bâle et auteur d'ouvrages de piété ;
- Samuel Ostervald (1692-1769), homme politique neuchâtelois qui partage son temps entre les fonctions publiques et l'étude de la jurisprudence, et consacre ainsi plus de vingt ans à l'élaboration d'un recueil de textes de droit coutumier qui parait après sa mort sous le titre Les loix, us et coutumes de la souveraineté de Neuchâtel et Valangin en 1785[9].

## Œuvres
- (la) Assertiones de principiis rerum naturalium quas, sub Dei auspiciis, assident Petro de Villemandy, Saumur, H. Desborde, 1679
- (la)Theses ex Dialectica, Pneumatologia, Physica et Ethica, Saumur, 1679
- Traité des sources de la corruption Qui Regne aujourd'huy parmi le Chrestiens, Amsterdam, H. Desbordes, 1700
- Réflexions sur un écrit intitulé : Mémoire des Raisons qui ont porté le Synode des Églises Wallones des Provinces-Unies des Pays-Bas […] à n’admettre point de nouvelle version des Psaumes dans leur Service public, Londres, 1700
- Catéchisme ou instruction dans la Religion chrestienne, Genève, Compagnie des Libraires, 1702
- La dédicace de l’Église des Planchettes […] faite le 12 novembre 1702, Neuchâtel, 1703
- Traité contre l'impureté, Amsterdam, Th. Lombrail, 1707
- La Liturgie ou la manière de célébrer le Service Divin ; Qui est établie dans les Églises de la Principauté de Neufchatel & Vallangin, Bâle, J. Pistorius, 1713
- Arguments et Réflexions sur les livres et sur les chapitres de la Sainte Bible, Neuchâtel, J. D. Griesser, 1720
- Douze Sermons sur divers textes de l’Écriture Sainte, Genève, Fabri et Barillot, 1722
- (la) Ethicae christianae Compendium quod olim in usus domesticos destinatum, discipulis auctor excribendum tradit, Londres, G. Mears, 1727
- Abrégé de l’histoire sainte et du catéchisme, Genève, Bousquet et Cie, 1734
- De l’exercice du ministère sacré, Amsterdam, J. F. Bernard, 1737
- (la) Compendium Theologiae Christianae, Bâle, J. Brandmuller, 1739
- La Sainte Bible […] par les pasteurs et professeurs de l’Église de Genève, avec les Arguments et Réflexions sur les chapitres de l’Écriture Sainte et des Notes, par J.-F. Ostervald, Neuchâtel, A. Boyve et Cie, 1744
- Les Entretiens pieux, par feu M. Ostervald, Bâle, D. Eckenstein, 1752
- Extrait de deux journaux écrits par feu M. J.-F. Osterwald… concernant les affaires des années 1699 et 1707, La Chaux-de-Fonds, F. Heinzely, 1839
- François Clerc (éd.), La discipline des Églises de la souveraineté de Neuchâtel et Valangin (1712). Texte établi selon le MS. 23862 de la Bibliothèque des Pasteurs, Neuchâtel, Université de Neuchâtel, 1959

### Sources
- (en) Hugh Chisholm, « Ostervald, Jean Frédéric », dans Encyclopædia Britannica, vol. 20, 1911 (lire en ligne), p. 358
- Maurice Neeser, Jean-Frédéric Ostervald 1663-1747, Neuchâtel, A la Baconnière, 1948 (lire en ligne)